# کلارنس برد
کلارنس برد (انگلیسی: Clarence Bird؛ ۵ فوریه ۱۸۸۵ – ۳۰ ژوئیه ۱۹۸۶) او یک افسر ارتش بریتانیا و مدیر مستعمراتی بود که به عنوان رئیس راه‌آهن رودزیا خدمت می‌کرد و همچنین توانست تا سن ۱۰۱ سالگی زندگی کند. وی برندهٔ جوایزی همچون همکار انجمن سلطنتی هنر شده‌است.